# Михей (сын Иемвлая)
Не следует путать с малым пророком Михеем, автором Книги пророка Михея.
Михей (др.-евр. מִיכָיְהוּ בֶן-יִמְלָה‬; Микаяху; «кто как Бог»), Миха бен-Имла = Михей, сын Иемвлая (евр. Имла или Имлах), — библейский пророк; современник Илии. Цари Ахав и Иосафат просили у него совета относительно похода на Рамоф Галаадский, и он предвозвестил несчастный конец войны Ахава против Сирии. День памяти — 5 января (18 января).
Согласно Танаху — пророк во время первого храма в IX веке до нашей эры при дворе царя Ахава.

## Ветхозаветное повествование
Его история рассказывается в Третьей книге царств, глава 22 и Паралипоменон 2, глава 18.
Ахав и Иосафат призывают Михея, чтобы он предсказал результат войны с Арамом. В отличие от других пророков Михей предсказывает поражение Ахаву.
Михей использует редкое для Танаха описание Небесного престола.
Ахав приказывает арестовать Михея до своего возвращения с войны, однако пророчество Михея исполняется, и Ахава убивают арамейской стрелой.